# Los Rodríguez
Los Rodríguez fue una banda de música rock hispano-argentina fundada en Madrid, formada por dos músicos argentinos (Andrés Calamaro y Ariel Rot) y dos españoles (Germán Vilella y Julián Infante), que desarrolló su carrera en los años 1990.

## Historia
En 1990, Julián Infante y Germán Vilella tenían juntos una banda. Infante decide llamar a Ariel Rot, que había coincidido con él en Tequila, para incorporarlo a la banda. Rot se comunica con Andrés Calamaro, con quien ya había tocado en Argentina, para llevarlo al grupo.
Así, los cuatro comienzan sus ensayos y pequeños conciertos por Madrid. La banda fue liderada por Julián Infante en los comienzos y posteriormente por Ariel Rot, con un estilo roquero. Aunque se mantuvo siempre una unión muy clara de todos sus integrantes, la posición de Calamaro fue creciendo año tras año, lo que terminaría acabando con la banda seis años después.
Al principio la banda se iba a llamar Los Locos, pero pronto se enteraron de que ya existía un grupo asturiano con ese nombre. El nombre definitivo se debe a que a Calamaro le resultó ingenioso el significado que tiene en España la expresión estar de Rodríguez (expresión que se dice cuando el cabeza de familia tiene que quedarse en la ciudad por cuestiones de trabajo mientras su esposa e hijos disfrutan en la playa), pues él mismo estaba de Rodríguez, ya que había dejado a su novia en Argentina.
Una de las peculiaridades de la banda fue la de no tener un bajista fijo. El primer músico en ocupar este puesto, entre 1990 y 1991, fue Guille Martín, guitarrista por entonces de Desperados, al que Julián Infante conocía de la breve etapa en que tocó con esa banda madrileña.
Tras componer sus primeras canciones sacan en 1991 su primer disco: Buena suerte, que gozó de una gran aceptación en Argentina y en gran parte de Latinoamérica.[cita requerida] En España, sin embargo, no llegó a ser muy conocido, ya que la discográfica que lo editó (Pasión) quebró al poco tiempo y la venta de sus discos se detuvo.
Guille Martín decidió quedarse como guitarrista en Desperados, de modo que fue sustituido como bajista de Los Rodríguez por Candy Caramelo Avelló, con quien el grupo salió de gira. De esta gira se editó en 1992 Disco pirata, un disco de temas en directo grabados en Madrid, Barcelona y Caracas. El verano de ese mismo año, Televisión Española escoge la canción Engánchate conmigo para utilizarla como banda sonora promocional. Este suceso dio al grupo un pequeño impulso hacia la fama antes del empujón definitivo de su siguiente disco.
En 1993 la banda vuelve al estudio, esta vez con Daniel Zamora en el puesto de bajista, puesto que ya ocuparía hasta la disolución del grupo. Lanzan un nuevo disco de estudio, Sin documentos, cuyo tema homónimo —compuesto por Calamaro— alcanza gran popularidad en España e Hispanoamérica, además de ser utilizado en la banda sonora de la película Caballos salvajes de Marcelo Piñeyro, que corrió por cuenta del compositor argentino. Este LP fue el que asentó a la banda como uno de los grandes conjuntos de rock en castellano.
En 1995 lanzan su último disco de estudio, titulado Palabras más, palabras menos, con temas como Mucho mejor (donde contaron con la participación de Coque Malla) o la Milonga del marinero y el capitán, ambos compuestas por Ariel Rot. Este álbum fue un éxito de ventas en España, solo superado por la recopilación publicada posteriormente con motivo de la disolución de la banda. Una vez tomada la decisión de disolver el grupo, el interés de Joaquín Sabina les hace lanzarse a una gira conjunta por el territorio español. Uno de sus sencillos, compuesto por Calamaro y titulado Para no olvidar, es utilizada por la hinchada de Racing Club, cambiándole la letra, para alentar a su equipo, con lo cual logró que el sitio web We Speak Football la clasificara entre las 10 mejores del fútbol mundial.
El grupo inicia su última gira en 1996 antes de la salida al mercado del recopilatorio Hasta luego, que sería el disco más vendido de su carrera y que escenificaba la disolución del grupo, por desavenencias económicas y la incipiente carrera en solitario de Calamaro. Dichas desavenencias fueron superadas y entre los integrantes de la banda continuó en una amistad que aún hoy perdura entre Rot y Calamaro.

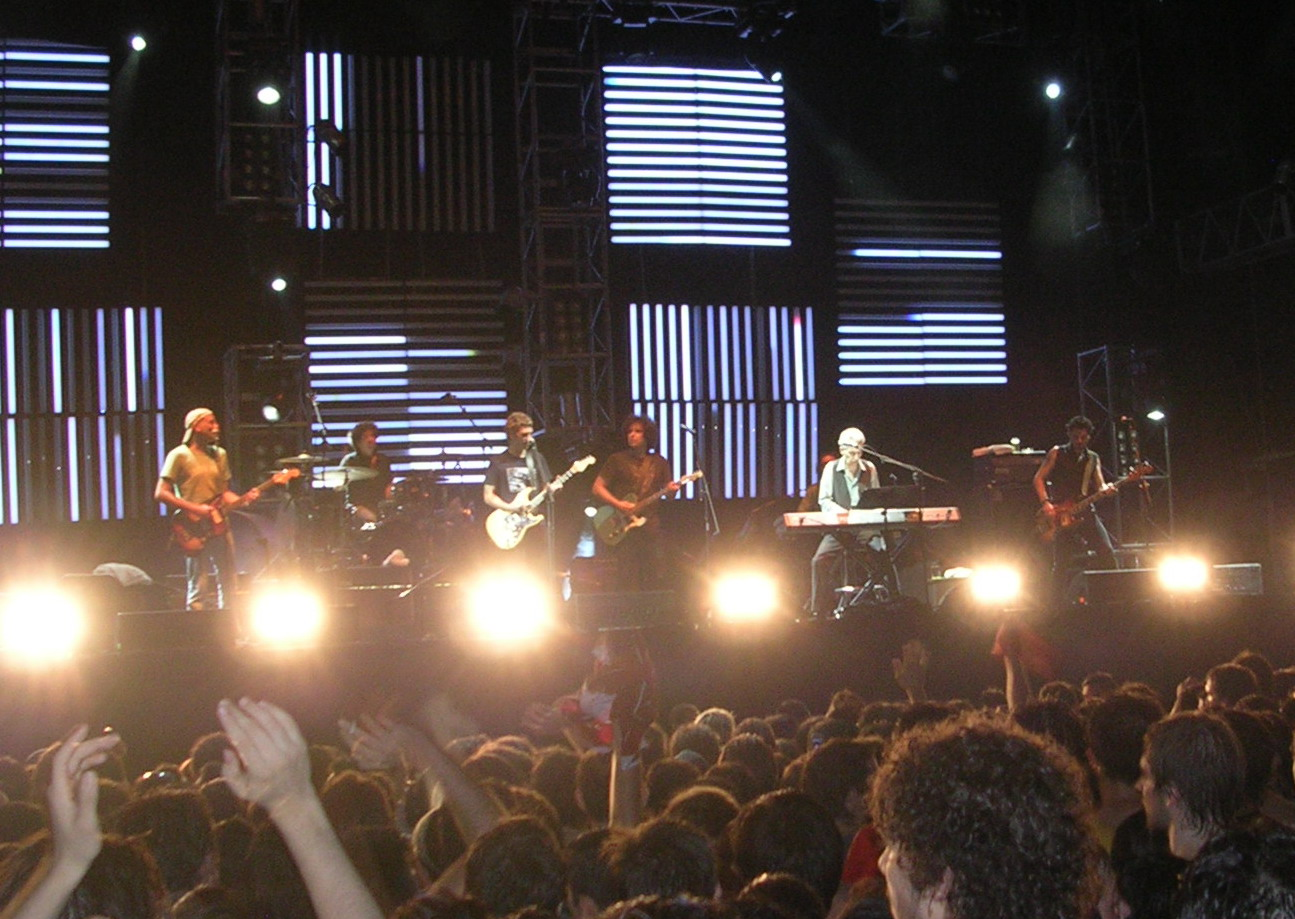
Andrés Calamaro y Ariel Rot en la gira Dos Rodríguez en Buenos Aires en diciembre de 2006

Desde la separación del grupo, Andrés Calamaro y Ariel Rot continuaron sus carreras en solitario, que ya habían comenzado antes de reunirse en la formación. En 2000 falleció el guitarrista Julián Infante en una clínica de Madrid.
En 2006, diez años después de la separación del grupo, Calamaro y Rot se reunieron de nuevo para realizar una pequeña gira denominada "Dos Rodríguez", siendo esta el único reencuentro de miembros del grupo original hasta la fecha. La gira comenzó el 27 de mayo en el Festival Valladolid Latino, terminando el 10 de diciembre en el Club Ciudad de Buenos Aires (Argentina) tras pasar por Salamanca y Murcia en España.
El 29 de noviembre de 2007 se suicida Daniel Zamora, el último bajista de la banda. Andrés Calamaro anunció el suceso en su web personal y le dedicó unas palabras como homenaje.
En 2019 se reunieron Calamaro, Rot y Vilella para grabar la canción "Princesa" en homenaje a Joaquín Sabina, que fue el primer tema que el grupo interpretó en 1990. En octubre de 2020 los tres se volvieron a reunir para celebrar el 30.º aniversario de la formación de la banda y la presentación del libro Sol y sombra. Biografía oral de Los Rodríguez, obra de Kike Babas y Kike Turrón, ofreciendo una rueda de prensa junto a los autores de la biografía, en el Palacio de Longoria de Madrid, sede de la SGAE.
En 2020 salió el disco recopilatorio ¨En Las Ventas 7 de septiembre de 1993¨.

## Estilo e influencias
En las primeras épocas se veía la influencia de Tequila, banda en la cual tocaron Ariel Rot y Julián Infante. La idea original era crear un sonido a medio camino entre el rock anglosajón, con importantes influencias de los Rolling Stones, y la música popular española, principalmente la rumba y el flamenco. Buen ejemplo de ello son Sin documentos, Engánchate conmigo o Para no olvidar, que contó con Raimundo Amador a la guitarra. Aun así, tanto Rot como Calamaro, principales compositores del grupo, siempre se han caracterizado por su eclecticismo musical, que también estuvo presente en su etapa en Los Rodríguez, flirteando con géneros como el bolero (Copa rota), la ranchera (Salud, dinero y amor o El último trago), el country (Sol y sombra), la rumba (Milonga del marinero y el capitán) el funk (No estoy borracho, Algo se está rompiendo) y el blues (El profesional).
En lo que respecta a las letras, el principal autor de la banda fue Andrés Calamaro, que a sus influencias de los Stones, Bob Dylan y los compositores de rock argentino sumó otras de España, especialmente a través de la figura de Joaquín Sabina.
Además, interpretaron creaciones del cantautor argentino Sergio Makaroff (Rock del ascensor, No estoy borracho, La puerta de al lado) y del compositor popular Benito de Jesús (Copa rota).
El gran éxito que alcanzaron a partir de Sin documentos hizo que muchos grupos posteriores, sobre todo en España, recogieran su influencia, llegando algunos a ser acusados de burdos imitadores, como Los Cucas.

## Formación
- Andrés Calamaro -: voz principal, pianista y compositor (1990-1996)
- Ariel Rot - guitarrista, compositor y voz ocasional (1990-1996)
- Julián Infante † - guitarrista, compositor y voz ocasional (1990-1996)
- Germán Vilella - batería (1990-1996)

### Músicos adicionales
- Guille Martín †: bajo (1990-1991).
- Candy Caramelo Avelló: bajo (1991).
- Daniel Zamora †: bajo (1992-1996)

## Discografía

### Álbumes
- 1991 - Buena suerte
- 1992 - Disco pirata (directo)
- 1993 - Sin documentos
- 1995 - Palabras más, palabras menos
- 1996 - Hasta luego (recopilación. nuevas versiones, vivos, inéditos, demos)

### Pos-separación
- 2002 - Para no olvidar (Recopilatorio, incluye canciones inéditas, vivos, demos. + DVD)

### Grabaciones en directo
- 2020 - En Las Ventas 7 septiembre 1993

### Sencillos
- Engánchate conmigo (1991).
- Mi enfermedad  (1991).
- A los ojos (1991).
- Dispara (1991).
- No estoy borracho (1992).
- Dulce condena (1993).
- Sin documentos (1993).
- Salud, dinero y amor (1993).
- Mi rock perdido (1994).
- Milonga del marinero y el capitán (1995).
- Palabras más, palabras menos (1995).
- Aquí no podemos hacerlo (1995).
- Todavía una canción de amor (1995).
- Para no olvidar (1996).
- Mucho mejor (con Coque Malla de Los Ronaldos) (1996).
- Mucho mejor (versión acústica 1996).
- Mi enfermedad (versión 1996).
- Copa rota (1996).